# Ain't Too Proud to Beg
Ain't Too Proud to Beg è un singolo del gruppo musicale vocale statunitense The Temptations, pubblicato nel 1966 dalla Motown Records, prodotto da Norman Whitfield e composto da Whitfield & Edward Holland Jr. Il 45 giri raggiunse la posizione numero 13 nella classifica Billboard Hot 100, e la prima nella classifica Billboard R&B restando in vetta per otto settimane consecutive. Il successo della canzone, portò il brano ad essere reinterpretato da numerosi artisti, tra i quali i Rolling Stones che pubblicarono su singolo la loro versione nel 1974.

## Formazione
- David Ruffin - voce solista
- Eddie Kendricks, Melvin Franklin, Paul Williams, & Otis Williams - cori di sottofondo
- The Funk Brothers:
  - Henry Cosby - sax tenore
  - Earl Van Dyke - organo Hammond
  - Johnny Griffith - pianoforte elettrico Wurlitzer
  - Joe Messina - chitarra
  - James Jamerson - basso
  - Uriel Jones - batteria
  - Jack Ashford - tamburello
  - Eddie "Bongo" Brown - percussioni

## Cover
- I Rolling Stones registrarono una versione della canzone per il loro album It's Only Rock 'n' Roll (1974),[7] e pubblicarono la loro reinterpretazione su singolo negli Stati Uniti d'America. Nel 2007 la band eseguì la canzone all'Isle of Wight Festival insieme ad Amy Winehouse.[8]
- Rick Astley reinterpretò il brano nel suo album Hold Me in Your Arms del 1988, e pubblicò la sua versione su singolo nel 1989 negli Stati Uniti e in Giappone.[9]
- Ben Harper dal vivo insieme ai The Funk Brothers nel settembre 2002.
- Phil Collins nel 2010.